# Szenna (növénynemzetség)

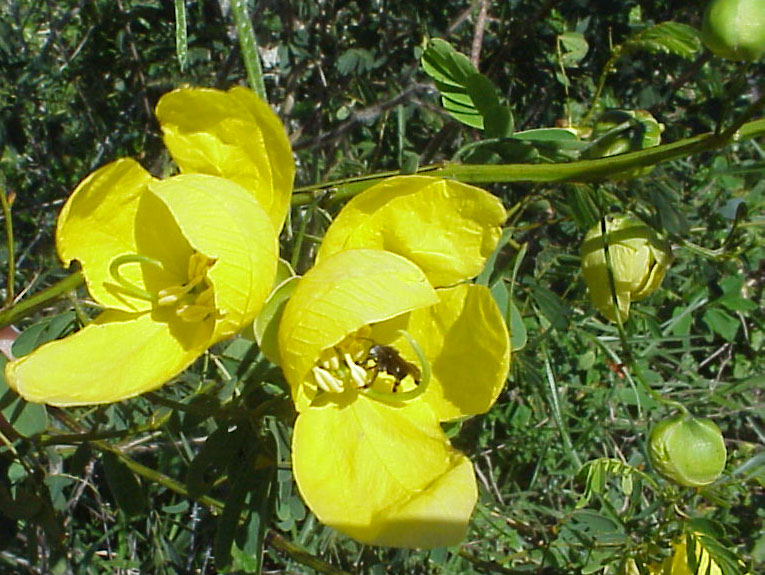
Senna aversiflora flowers

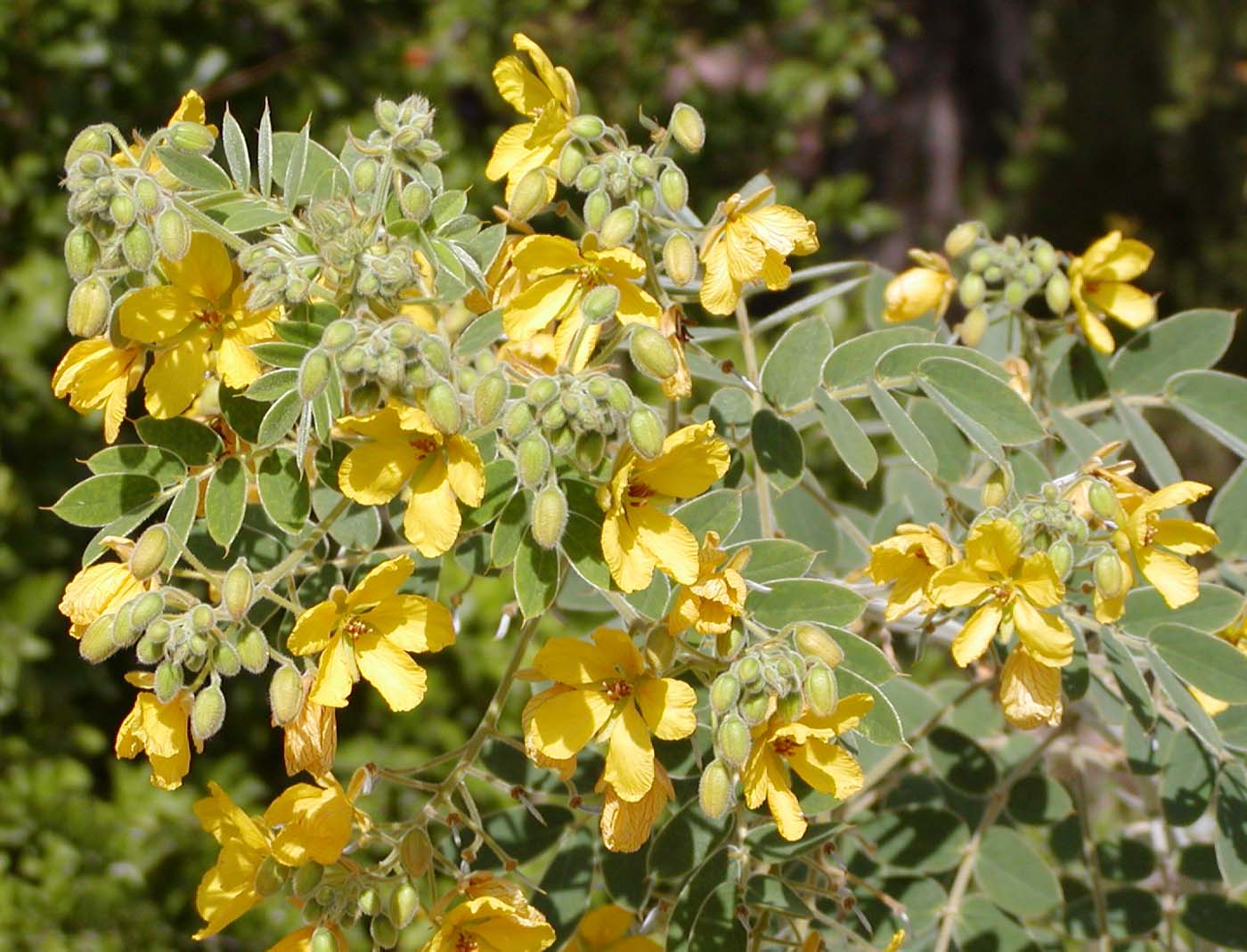
Velvet-leaved Senna, Senna lindheimeriana

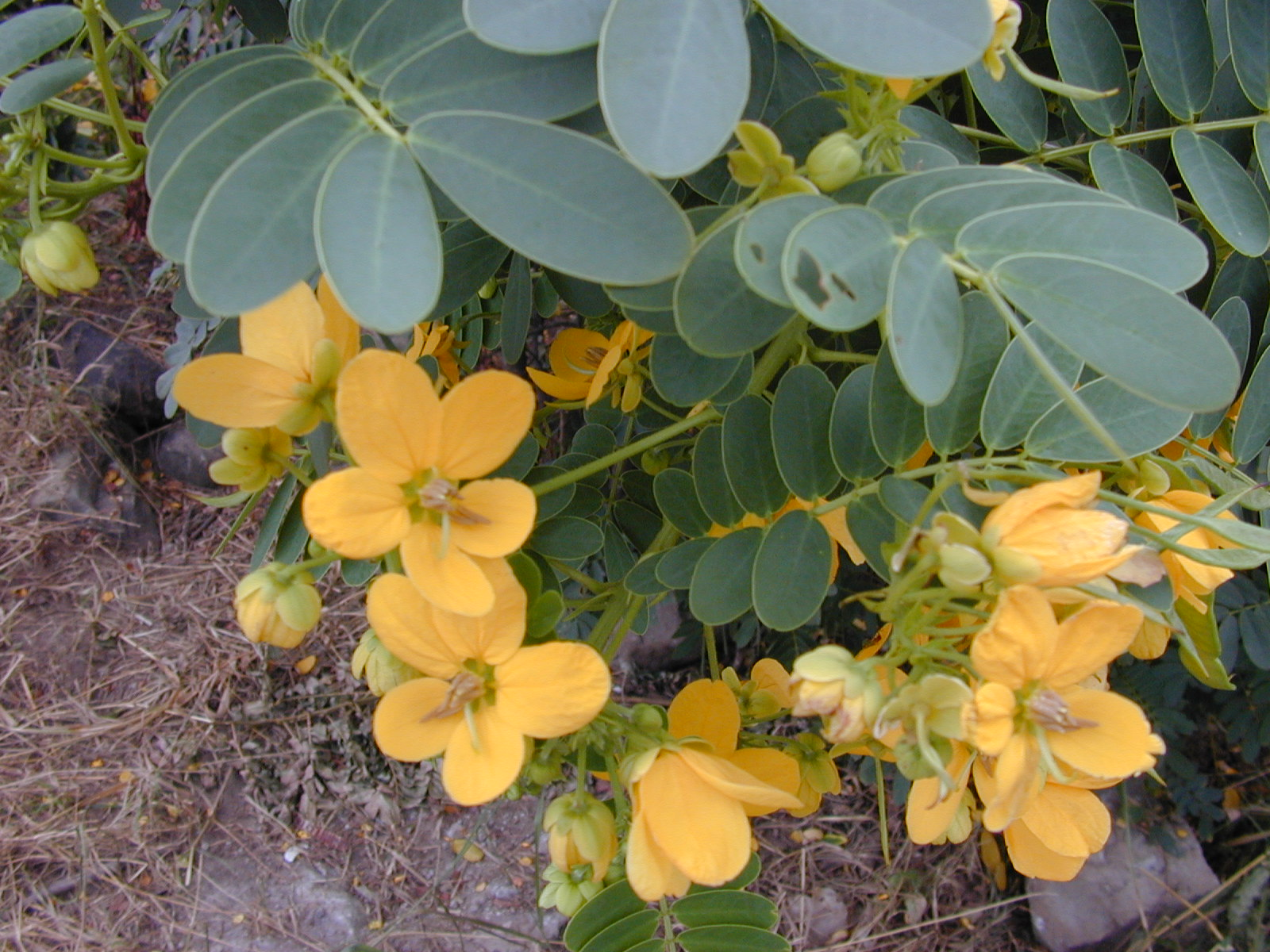
Senna surattensis

A Szenna (Senna) a hüvelyesek rendjébe pillangósvirágúak családjába tartozó növénynemzetség. Körülbelül 250 fajt sorolnak ide. A növénynemzetség tagjai diantron glikozidokat tartalmazó, a bélfalat izgató hatású hashajtó gyógynövényekként is ismertek.

## Hatása
Az antranol-glikozidok aglikonjai, az emodinok hashajtó hatásúak. Az emodinok di- vagy trihidroxi-antrakinon származékok. Az antranol-glikozidok ún. prodrugok, az aktív hatóanyag, az emodin a colonban a bélbaktériumok hatására keletkezik, így a hatása a vastagbélre korlátozódik. Ezek a vegyületek gátolják a víz és az elektrolitok felszívódását, fokozzák a nyálkahártya permeabilitását és a bélmozgást. A nátrium és vízvisszaszívás csökkenése a bélrendszer Na+-K+-ATPáz gátlásának a következménye.
Az OGYÉI rendelkezései szerint, emberi alkalmazása tilos, de korlátozással a levél és a termés 12 év feletti személyeknél használható, ha a hidroxiantracén- glikozid tartalom (szennozid B-ben kifejezve) kisebb, mint 10 mg a napi adagban, a késztermékre vonatkozóan.  Legfeljebb 1 hétig alkalmazható. Terhesek és szoptató anyák nem használhatják.

## A nemzetséghez sorolt fajok
- Senna acclinis (F.Muell.) Randell
- Senna aculeata (Benth.) H.S.Irwin & Barneby
- Senna alata (L.) Roxb.
- egyiptomi szenna (Senna alexandrina) Mill.
- Senna angulata (Vogel) H.S.Irwin & Barneby
- Senna appendiculata (Vogel) Wiersema
- Senna armata (S.Watson) H.S.Irwin & Barneby
- Senna artemisioides (Gaudich. ex DC.) Randell Ezüst szenna
- Senna auriculata (L.) Roxb. – Avaram szenna,
- Senna aversiflora (Herbert) H.S.Irwin & Barneby
- Senna bicapsularis
- Senna birostris (Vogel) H.S.Irwin & Barneby
- Senna candolleana (Vogel) H.S.Irwin & Barneby
- Senna cardiosperma (F.Muell.) Randell
- Senna caudata (Standl.) H.S.Irwin & Barneby (Costa Rica, Panama)
- Senna cobanensis (Britton & Rose) H.S.Irwin & Barneby
- Senna corymbosa – Argentin szenna
- Senna covesii (A.Gray) H.S.Irwin & Barneby
- Senna cumingii (Hook. & Arn.) H.S.Irwin & Barneby
- Senna cuthbertsonii (F.Muell.) Randell
- afrikai szenna (Senna didymobotrya) (Fresen.) H.S.Irwin & Barneby
- Senna domingensis (Spreng.) H.S.Irwin & Barneby (Kuba, Hispaniola)
- Senna excelsa (Schrad) Irwin & Barneby
- Senna fruticosa (Mill.) H.S.Irwin & Barneby
- Senna garrettiana (Craib) H.S.Irwin & Barneby
- Senna gaudichaudii (Hook. & Arn.) H.S.Irwin & Barneby – Heuhiuhi (Pacific Islands, Queensland)[2][3]
- Senna hayesiana (Britton & Rose) H.S.Irwin & Barneby
- Senna hebecarpa – Amerikai szenna, Vad szenna
- Senna helmsii
- Senna heptanthera (F.Muell.) Randell
- Senna hirsuta (L.) H.S.Irwin & Barneby
  - Senna hirsuta var. puberula
- Senna italica Mill.
  - Senna italica ssp. italica
- Senna ligustrina (L.) H.S.Irwin & Barneby
- Senna lindheimeriana (Scheele) H.S.Irwin & Barneby
- Senna macranthera (Collad.) H.S.Irwin & Barneby
  - Senna macranthera var. macranthera
- Senna magnifolia (F.Muell.) Randell
- Senna marilandica (L.) Link
- Senna martiana (Benth.) H.S.Irwin & Barneby
- Senna martiana (Schrad) Irwin & Barneby
- Senna multiglandulosa (Jacq.) H.S.Irwin & Barneby
- Senna multijuga (Rich.) H.S.Irwin & Barneby 
  - Senna multijuga var. lindleyana (Gardner) H.S.Irwin & Barneby
- Senna nicaraguensis (Benth.) H.S.Irwin & Barneby
- Senna nitida (Rich.) H.S. Irwin & Barneby
- Senna notabilis (F.Muell.) Randell
- Senna obtusifolia (L.) H.S.Irwin & Barneby – Kínai szenna
- Senna occidentalis (L.) Link – Kávé szenna,  (Pantropical)[4]
- Senna odorata (R. Morris) Randall
- Senna oligoclada (F.Muell.) Randell
- Senna oligophylla
- Senna pallida (Vahl) H.S.Irwin & Barneby
- Senna papillosa (Britton & Rose) H.S.Irwin & Barneby
- Senna pendula (Willd.) H.S.Irwin & Barneby
  - Senna pendula var. stahlii (Urb.) Irwin & Barneby
- Senna pleurocarpa (F.Muell.) Randell[5]
- Senna polyphylla (Jacq.) H.S. Irwin & Barneby
- Senna purpusii (Brandegee) H.S.Irwin & Barneby
- Senna reticulata Willd[6]
- Senna rugosa (G.Don.) H.S.Irwin & Barneby
- Senna scandens
- Senna septemtrionalis (Viv.) H.S.Irwin & Barneby
- Senna siamea (Lam.) H.S.Irwin & Barneby khi-lek (Thai)
- Senna spectabilis (DC.) Irwin & Barneby
  - Senna spectabilis var. excelsa
  - Senna spectabilis var. micans
- Senna splendida (Vogel) H.S.Irwin & Barneby
- Senna surattensis (Burm.f.) H.S.Irwin & Barneby (= S. speciosa Roxb.)
- Senna sulfurea (Collad.) H.S.Irwin & Barneby
- Senna sylvestris (Vell.) H.S.Irwin & Barneby
  - Senna sylvestris var. bifaria H.S.Irwin & Barneby
- Senna timoriensis (DC.) H.S.Irwin & Barneby
- Senna tora
- Senna trolliiflora
- Senna undulata (Vahl) H.S.Irwin & Barneby
- Senna venusta (F.Muell.) Randell
- Senna wislizeni

## Fordítás
- Ez a szócikk részben vagy egészben  a   Senna_(plant) című angol Wikipédia-szócikk ezen változatának fordításán alapul.  Az eredeti cikk szerkesztőit annak laptörténete sorolja fel. Ez a jelzés csupán a megfogalmazás eredetét és a szerzői jogokat jelzi, nem szolgál a cikkben szereplő információk forrásmegjelöléseként.